# أوقستي لوران
أوقستي لوران (بالفرنسية: Auguste Laurent)‏ هو كيميائي فرنسي، ولد في 14 نوفمبر 1807 في لانجر في فرنسا، وتوفي في 23 أبريل 1853 في باريس في فرنسا بسبب سل.

## وصلات خارجية
- أوقستي لوران على موقع الموسوعة البريطانية (الإنجليزية)